# Лебединський Наум Григорович
Лебединський Наум Григорович (1888-1941) — швейцарський та латвійський зоолог та фізіолог.

## Біографія
Народився 21 березня 1888 року в Одесі в єврейській родині. Стравжнє ім'я — Нухим Гершович Лебединський. Закінчив комерційне училище в Києві, після чого поїхав до Швейцарії, навчався в Цюріхському університеті. З 1913 року працював асистентом в Інституті зоології Галле-Віттенбергського університету в німецькому місті Галле. З 1917 року викладав у Базельському університеті в Швейцарії, був ад'юнктом, приват-доцентом. У 1921 році переїхав до Латвії, викладав в Латвійському університеті, був професором зоології. З 1922 по 1941 роки працював директором Інституту порівняльної анатомії і експериментальної зоології при Латвійському університеті. З 1940 року керував відділом гідробіології в Ризі.
Професор Нухим Лебединський був автором більш ніж 60 наукових робіт. Здобув популярність своїми науковими роботами в галузі омолодження організму. Захистив докторську дисертацію в Цюріхському університеті по темі «Інформація про морфології і історія розвитку мисок птахів».
Після німецької окупації Риги 14 липня 1941 року Лебединський як громадянин Швейцарії звернувся з проханням до німецького командування дозволити йому і його родині виїхати до Швейцарії, але не зумів досягти своєї екстрадиції. Лебединський, його дружина і двоє синів здійснили колективне самогубство, прийнявши отруту, в жовтні 1941 року, не бажаючи бути поміщеними в Ризьке гетто.

## Наукові роботи
- Череп носорога Rhinoceros Antiquitatis из окрестностей деревни Борки Черниговской губернии // Записки Киевского общества естествоиспытателей. 1910. Т. 21.
- Lebedinsky Nuchim. Beiträge zur Morphologie und Entwicklungsgeschichte des Vogelbeckens // Jenaische Zeitschrift fur Naturwissenschaft. 1913. Bd. 50.
- Haecker G., Lebedinsky N. Uber die beschleunigende Wirkung geringer Strahldosierungen auf tierische Eier // Archiv fur mikroskopische Anatomie, 1914. [S.n., s.a.]
- Lebedinsky Nuchim. Untersuchungen zur Morphologie und Etwiklungsgeschichte des Unterkiefers der Vogel. Zugleich ein beitrag zu Kenntnis der Einflusses der Aussenwelt auf den Organismus // Revue suisse de Zoologie. 1918. Vol.26.
- Lebedinsky Noukhim. Sur un tetard de Rana temporaire bicephale. // Reunion bilogique de Lettonie. Riga, 1921.
- Lebedinsky N. Sur une nouvelle method pour etudier l'autodifferencation des extremites chez les amphibians // Societe de biologie de Lettonie. Riga, 1922.
- Lebedinsky N. G. Die isopotenz allgemein homologer Körperteile des Metazoenorganismus. 1925.
- Lebedinsky N. G. Romainvillia Stehlini n.g.n.sp. canard eocène provenant des marnes blanches du bassin de Paris. Genève: Muséum d'histoire naturelle, 1927.
- Lebedinsky N. Uber die Hautzeichnungen bei Vogeln und die evolutionstheoretische Bedeutung des Fehlens artspezifischer Zeichnungen in der verdeckten haut der Warmbluter. Berlin, 1929. 76 S.
- Lebedinsky N. G Darwins Theorie der geschlechtlichen Zuchtwahl im Lichte der heutigen Forschung: Zugleich eine Untersuchung über das «Manometerprinzip» der Sexualselektion. Гаага: Nijhoff, 1932. — 244 pp.
- Lebedinsky N. G. Five years experiences with a new Rejuvenation method. Riga, 1935. 11 p.